# Buriram (tỉnh)
Buriram (tiếng Thái: จังหวัดบุรีรัมย์, RTGS: Changwat Buri Ram, phát âm [tɕāŋ.wàt bū.rīː.rām]) là một tỉnh thuộc vùng Isan của Thái Lan. Các tỉnh lân cận (từ phía bắc theo chiều kim đồng hồ) là: Sa Kaeo, Nakhon Ratchasima,  Khon Kaen, Maha Sarakham và Surin. Về phía đông nam, tỉnh này giáp Oddar Meancheay của Campuchia. Giống như nhiều tỉnh Isan khác, tỉnh này đã từng là một phần lãnh thổ của Đế quốc Khmer với minh chứng là nhiều dấu tích của Khmer và có số dân Khmer đông đảo đang sinh sống tại đây. Tên gọi Buri Ram có nghĩa Thành phố hạnh phúc.
Buriram là một trong những tỉnh của Thái Lan có cộng đồng người Kuy lớn, tuy nhiên người nói ngôn ngữ Lào Isan vẫn chiếm phần lớn dân số của tỉnh.

## Đơn vị hành chính

Bản đồ 23 huyện của tỉnh Buriram

Tỉnh được chia thành 23 huyện (amphoe ). Các huyện lại được chia thành 189 phó huyện (tambon) và 2.212 làng (mubans).